# الهولوكوست في بلغاريا

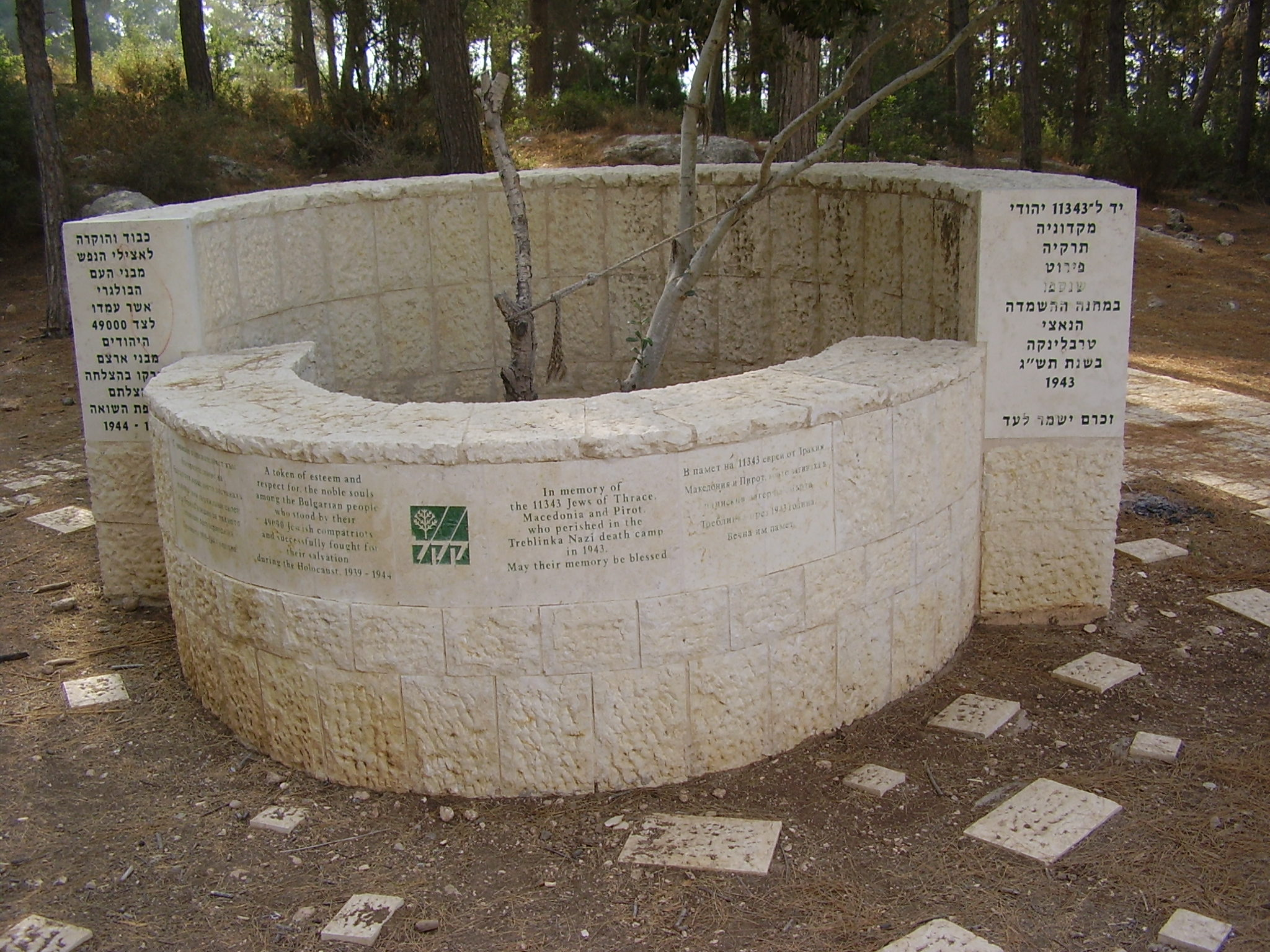
نصب تذكاري للهولوكوست لليهود البلغار في إسرائيل.

كانت الهولوكوست في بلغاريا اضطهادًا لليهود حدث بين عامي 1941 و1944 في مملكة بلغاريا، وشمل ما تعرضوا له من ترحيل وإبادة في المناطق التي احتلتها بلغاريا من يوغسلافيا واليونان خلال الحرب العالمية الثانية. دبرت حكومة القيصر بوريس الثالث المتحالفة مع ألمانيا النازية هذه الهولوكوست بالتعاون مع رئيس الوزراء بوغدان فيلوف. بدأ الاضطهاد عام 1941 بتمرير تشريعات معادية لليهود، وبلغت أوجها في مارس 1943 باحتجاز وترحيل جميع اليهود تقريبًا، البالغ عددهم 11,343 شخصًا، والقاطنين في المناطق التي تحتلها بلغاريا في شمال اليونان، ومقدونيا اليوغسلافية، وبايروت الصربية. وقد رحلتهم السلطات البلغارية إلى فيينا، وأرسلتهم في نهاية المطاف إلى معسكرات الإبادة في بولندا المحتلة من قبل النازيين في ذلك الوقت.
وفي نفس الوقت، بدأ ترحيل 48,000 يهودي من بلغاريا ذاتها، ولكن بعد اكتشاف ذلك، وضع له حد بتدخل مجموعة من أعضاء الحكومة في البرلمان بقيادة ديميتار بيشيف. أقنعت الاحتجاجات العامة المتتالية والضغوط التي مارستها بعض الشخصيات البارزة، القيصر برفض أي خطط أخرى الترحيل. وبدلًا من ذلك، رُحل 25,743 يهوديًا من مدينة صوفيا إلى الريف وصودرت ممتلكاتهم، وجُند اليهود الذكور الذين تتراوح أعمارهم بين 20 و46 عامًا إلزاميًا في قوات العمل حتى عام 1944. سُميت الأحداث التي منعت ترحيل 48,000 يهودي إلى معسكرات الإبادة في ربيع 1943 باسم «عملية إنقاذ يهود بلغاريا». ونتيجة لهذه العملية، كان معدل نجاة اليهود في بلغاريا واحدًا من أعلى المعدلات في دول المحور الأوروبية.

## خلفية الأحداث
شكلت الجالية اليهودية في فترة ما بين الحربين العالميتين نحو 0.8% من عدد السكان البلغاريين، ووصلت هذه النسبة إلى ما يقارب 48,000 شخص، واستقر أكثر من نصفهم في العاصمة صوفيا. ولد 90% منهم تقريبًا في بلغاريا، وكان 92% منهم مواطنين بلغاريين، وبلغت حصتهم الإجمالية من الأعمال والتجارة في بلغاريا 5,17%. تمتعت الجالية اليهودية البلغارية بعلاقات ممتازة مع الدولة كما ظهر عام 1909 عندما حضرت العائلة المالكة البلغارية الافتتاح الكبير لكنيس صوفيا الجديد البديع (ثالث أكبر كنيس في أوروبا).
وفي ثلاثينات القرن العشرين، اعتمدت الحكومة البلغارية بقيادة القيصر بوريس الثالث بشكل أكبر على ألمانيا النازية بسبب سعيها إلى كسر العزلة الاقتصادية الدولية ومواجهة اتفاق البلقان الذي وقعته جميع الدول المجاورة لها. وبحلول 1939، كان ما يقارب 70% من العلاقات التجارية للبلاد ممثلة مع ألمانيا. بينما تخلصت ألمانيا الحازمة من قيود معاهدة فيرساي مؤخرًا واستعادت الأراضي التي كانت تابعة لها قبل الحرب العالمية الأولى، سعت بلغاريا، الحليف السابق خلال الحرب العالمية الأولى، بالمثل إلى رفض معاهدة نويي سور سين، وإلى استعادة الأراضي التي خسرتها خلال الحرب في اليونان ويوغسلافيا ورومانيا. دفع النجاح في استعادة منطقة جنوب دوبروديا الحيوية من رومانيا بعد تدخل شخصي من هتلر، ببلغاريا إلى المعسكر الألماني. ومع استعداد ألمانيا لغزو اليونان والذي يتطلب المرور من بلغاريا، انضمت البلاد بشكل رسمي إلى الاتفاق الثلاثي في مارس 1941.
انعكس تأثير ألمانيا النازية بشكل متزايد على المشهد السياسي. تأسست عدة أحزاب مؤيدة للفاشية في ثلاثينيات القرن العشرين، كان أبرزها حزبا الفيالقة والراتنكس، اللذين حاولا إنشاء نسختهم الخاصة من الكريستالناخت (مذبحة منظمة لليهود تدعى ليلة الزجاج المكسور) في صوفيا. بدأت هذه المنظمات حملة دعائية مناهضة لليهود، ووزعت كتيبات ونسخ من وثائق نازية عنصرية. وفيما لم تستطع أي من هذه المنظمات تحقيق أي قدر من الأهمية على الصعيد الوطني، فإن روابطها الوثيقة بالنازيين الألمان أعطتها نفوذًا غير متناسب مع شعبيتها. عين القيصر بوريس الثالث عام 1939 العديد من السياسيين الموالين للنازية في مناصب عليا وذلك بهدف تعزيز وتوثيق أواصر العلاقة مع ألمانيا النازية. وكان من بين هذه الشخصيات الرئيسية وزير الداخلية بيتار غابروفسكي وتلميذه ألكسندر بيليف، وكان كلاهما من أشد المعادين للسامية، وقد صاغا في نهاية المطاف قوانين البلاد المعادية للسامية وأشرفا على تطبيقها.
بقيت السلطة المطلقة بيد القيصر من 1934 وحتى وفاته في أغسطس 1943 (وقد وصف المؤرخون المعاصرون فترة حكمه الشخصي بأنها «دكتاتورية معتدلة»). حاول القيصر بوريس الثالث إبعاد بلغاريا عن الحرب بأي تكلفة، وقاوم الضغوطات لإرسال قوات إلى الجبهة الشرقية، لكنه، بخلاف ذلك، كان حليفًا لألمانيا النازية.

## سن التشريعات ضد اليهود 1940 - 1942
مع بداية الحرب العالمية الثانية واعتماد بلغاريا على ألمانيا النازية التي هيمنت على معظم أوروبا وقتها، ازدادت الضغوط على بلغاريا لتمرير تشريعات ضد اليهود. وكانت نقطة التحول دعم ألمانيا بهدف إعادة ضم جنوب دوبروديا إلى بلغاريا في سبتمبر 1940.
وخلال شهر، في 8 أكتوبر 1940، قدم وزير الداخلية بيتار غابروفسكي مشروع قانون لتشريعه من قبل البرلمان تحت مسمى قانون حماية الأمة. صُمم هذا القانون على غرار قوانين نورمبيرغ التي سبق وأُرسل ألكسندر بيليف إلى ألمانيا من أجل دراستها بطلب من غابروفسكي.
يحظر قانون حماية الأمة منح الجنسية البلغارية لليهود، ويحظر على اليهود شغل أي مناصب تحتاج إلى انتخابات أو العمل في الخدمة المدنية، ويحظر عليهم أيضًا أداء الخدمة العسكرية ويفرض عليهم إتمام خدمتهم الوطنية في قوات العمل. أُدخل عدد من التدابير أيضًا من أجل زيادة التهميش الاقتصادي والاجتماعي، مثل فرض قيود على عدد اليهود في كل مهنة، وفي التعليم، وقيود على الإقامة وغيرها.
أثار مشروع القانون هذا، غضبًا عارمًا بين العامة ومعظم النخبة المثقفة، وأدانته المعارضة البرلمانية الصغيرة (المكونة من الشيوعيين والديمقراطيين) بقيادة رئيس الوزراء السابق نيكولا موشانوف ووزراء الحكومة السابقين ديمو كازاسوف، ويانكو ساكازوف، وستويان كوستوركوف. نشر المجلس المقدس للكنيسة الأرثوذكسية البلغارية رسالة احتجاج علنية، كما فعل 18 كاتبًا من أبرز الكتاب في بلغاريا، وأُرسلت موجة من الاحتجاجات والالتماسات إلى الحكومة من قبل النقابات والمنظمات المهنية والمواطنين البارزين والمواطنين القلقين. قدم المجلس المركزي اليهودي في بلغاريا بيانات مفصلة إلى رئيس الجمعية الوطنية يدحض فيها الاتهامات المعادية للسامية التي توجهها الحكومة.
ومن جهة أخرى، أيد مشروع القانون العديد من الجماعات القومية واليمينية المتطرفة مثل حزب الفيالقة، وراتنكس، وبرانيك (النسخة البلغارية من حزب شباب هتلر في ألمانيا النازية)، بالإضافة إلى المنظمات المحافظة اليمينية مثل اتحاد ضباط الاحتياط، واتحاد الرقباء والجنود الاحتياطيين، وجمعية التجار، واتحاد الطلبة، ورابطة الشباب البلغارية، ورابطة الصيادلة، وأيدها أيضًا كبير ممثلي الحكومة ديميتيار بيشيف، الذي لعب لاحقًا دورًا حاسمًا في إنقاذ اليهود البلغاريين من الترحيل.
صدر قانون حماية الأمة وحصل على الموافقة الملكية في يناير 1941، وطوال ذلك العام، انهمك أعضاءٌ من حزب برانيك وحزب «المتمردين» (تشيتنيستي) في أعمال عنف عشوائية ضد اليهود.
استمرت التشريعات اللاحقة في تهميش اليهود. فُرضت ضريبة ثروة تدفع لمرة واحدة ويبلغ مقدارها ربع أو خُمس الثروة في يوليو عام 1941 بحجة أن اليهود يعرضون الاقتصاد الوطني للخطر. وأُجبر اليهود الذين يملكون عقارًا إلى عرضه للبيع في صندوق أراضي الدولة إلى شخص بلغاري أو إلى شركة بلغارية بأسعار لا تتجاوز 50% من القيمة السوقية للعقار عام 1932.
تأسست لجنة الشؤون اليهودية عام 1942 في أعقاب مؤتمر وانسي بإدارة ألكسندر بيليف الذي أصدر المزيد من التدابير الشرطية ضد اليهود مثل ارتداءهم لنجوم صفراء. يمكن تفسير كل ذلك على أنه مقدمة مباشرة لقرار ترحيل اليهود إلى معسكرات الإبادة.